# Грен, Арнольд Карлович
Арнольд Карлович Грен (эст. Arnold Green; 30 августа 1920, Рига, Латвия — 4 ноября 2011) — советский дипломат, партийный, государственный и политический деятель. Виднейший деятель спортивного движения в Эстонии. Бывший заместитель председателя Совета Министров ЭССР (1953—1958, 1960—1984), министр иностранных дел ЭССР (1962—1990), председатель Эстонского национального олимпийского комитета (1989—1997).

## Биография

### Биография
Родился в Риге, откуда его семья вскоре переехала в Эстонию в город Раквере. Здесь же, в Раквере, получил аттестат зрелости.
После вступления советских войск в Эстонию в 1940 году стал членом Коммунистической партии Эстонии (КПЭ).
Летом 1940 года поступил в только что организованное Таллинское военно-пехотноe училище, на курсы младших политруков. Училище окончил спустя полгода, осенью 1941 года, выпустившись младшим политруком.
С 1942 по 1945 год, находясь в рядах 7-й стрелковой дивизии Эстонского стрелкового корпуса, участвовал в военных действиях под Великими Луками, в освобождении Эстонии и ликвидации курляндской группировки противника в Латвии.
Имя лейтенанта Грена неоднократно упоминается в известном двухтомнике «Эстонский народ в Великой Отечественной войне». В частности, там говорится о том, что являясь политработником 354-го эстонского стрелкового полка, Грен особо отличился в декабре 1942 года под Великими Луками, устремляясь в составе небольшого передового отряда в глубину вражеской обороны.
Также во многих источниках военной литературы говорится и о том, как отличился лейтенант Грен в сентябре 1944 года, будучи включенным в состав небольшого передового отряда 354-го стрелкового полка под командованием полковника Василия Вырка и назначенный парторгом отряда. Этот передовой отряд первым устремился в эстонскую столицу и, вступив в бой с немецкими автоматчиками, первым участвовал в боях за освобождение Таллина, а затем и вошёл в родную столицу.
За отличия в боях был награждён орденом Красной Звезды и медалью «За отвагу».

### Партийная и государственная деятельность
После окончания войны Грен поступил в Высшую партийную школу при ЦК КПСС в Москве. Успешно окончив её спустя несколько лет со специальностью историка, он в течение многих лет до 1953 года работал главным редактором эстонской газеты «Рахва Хяйль» («Глас народа»).
В 1953—1958 и 1960—1984 годах — заместитель председателя Совета министров Эстонской ССР.
С 1958 по 1960 год — министр просвещения Эстонской ССР.
С 1962 по 1990 год — министр иностранных дел Эстонской ССР. На этом посту Грен добился включения представителей от ЭССР в состав посольств СССР в Германии, Великобритании, США и Канаде, а также открытия консульств Финляндии и Швеции в Таллине.
Кроме того, некоторое время возглавлял комиссию по проведению певческих праздников в Эстонии.

### Спортивная карьера
Спортивная деятельность А.Грена началась ещё в 1972 году, когда являясь государственным куратором Комитета по физической культуре и спорту, во время проведения летних Олимпийских игр в Мюнхене он входил в состав советской делегации и отвечал за соревнования по парусному спорту. Ту же самую задачу Грен выполнял во время проведения летних Олимпийских игр в Монреале в 1976 году (соревнования по парусному виду спорта в Кингстоне).
В 1980 году, когда на летних Олимпийских играх в Москве было принято решение о выдвижении Таллина столицей парусной регаты (вместе с Москвой), Арнольд Грен был назначен вице-президентом Оргкомитета «Олимпиада-80» и председателем оргкомитета по подготовке олимпийской регаты в Таллине. В связи с успешной организацией парусной регаты эстонский олимпийский парусный центр получил высокую оценку от ИЯРУ (Международной федерации парусного спорта).

### Национальный олимпийский комитет
Незадолго до отделения Эстонии от Советского Союза, в 1989 году, был избран президентом вновь основанного Национального олимпийского комитета. Эту должность он занимал до 1997 года. Занимая должность президента комитета, возглавлял эстонскую делегацию на Олимпийских играх в Барселоне (1992), Атланте (1996) и зимних Олимпийских играх в Альбервиле (1992) и Лиллехаммере (1994). Также усилиями Грена в Таллине был построен Олимпийский центр и восстановлено членство Эстонии в Международном олимпийском комитете.
В эти же годы, одновременно с должностью президента Олимпийского комитета, избирался президентом эстонского Союза спорта, Союза борьбы и Союза лыжного спорта Эстонии. Позднее стал почётным президентом Олимпийского комитета Эстонии.
В 2001 году был награждён серебряным орденом Международного олимпийского комитета.

## Награды
- орден Отечественной войны 2-й степени (11 марта 1985)
- 5 орденов Трудового Красного Знамени (1 марта 1958; 27 сентября 1960; 1965, 1971, 1976)
- орден Дружбы народов (1980)
- орден Красной Звезды (19 апреля 1945)
- орден «Знак Почёта» (1950)
- Медаль «За отвагу» (1943)
- другие медали
- Серебряный Олимпийский орден Международного олимпийского комитета (2001)
- Государственная премия Эстонии в области культуры, науки и спорта (февраль 2001, в размере 200 тысяч крон)